# State University of Zanzibar
Die State University of Zanzibar (SUZA) ist eine staatlich anerkannte Universität in Sansibar.

## Lage
Die Universität besteht aus sieben Campus. Davon liegen sechs auf der Insel Unguja und einer auf Pemba.:
- Der Hauptcampus Tunguu liegt 12 Kilometer außerhalb der Stadt Sansibar.
- Direkt am Sandstrand des Indischen Ozeans ist der Campus Beit-el-Ras, etwa 5 Kilometer vom Stadtzentrum Sansibar entfernt. Er stammt aus der Zeit des ostafrikanischen Lehrerausbildungs-Colleges.
- Vuga Campus ist in historischen Gebäuden der UNESCO-Welterbestätte Stone Town untergebracht.
- Im Ort Mchangamdogo auf der Insel Pemba befindet sich der Campus Benjamini Mkapa.
- Der 4 Kilometer vom Stadtzentrum entfernte Campus Maruhubi ist mit öffentlichen Verkehrsmitteln gut erreichbar.
- Im Fischerdorf Chwaka an der Ostküste der Insel Unguja liegt der sechste Campus.
- Südlich der Stadt Sansibar befindet sich der Campus Mbweni.

## Geschichte
Die staatliche Universität von Sansibar wurde im Jahr 1999 gegründet und nahm im September 2001 ihren Betrieb auf.

## Studienangebot
Die Universität ist in folgende Fakultäten gegliedert:
- Pädagogik
- Medizin
- Natur- und Sozialwissenschaften
- Swahili und Fremdsprachen
- Unternehmenswirtschaft
- Tourismus

## Rangliste
Von EduRank wird die Universität als dreizehnte in Tanzania, als Nummer 351 in Afrika und 8857 weltweit geführt (Stand 2021).